# الاستهلاك الأخضر
الاستهلاك الأخضر يرتبط ارتباطا وثيقا بمفاهيم التنمية المستدامة أو سلوك المستهلكين المستدام. وهو شكل من أشكال الاستهلاك يتوافق مع حماية البيئة في الحاضر وللأجيال القادمة. وهو مفهوم ينسب إلى مسؤولية المستهلك أو مسؤولية مشتركة عن معالجة المشاكل البيئية من خلال اعتماد سلوكيات صديقة للبيئة، مثل استخدام المنتجات العضوية، والطاقة المتجددة والنظيفة، والبحث في السلع التي تنتجها الشركات ذات التأثير المنعدم أو شبه منعدم.
وفي المجتمعات الغربية، وخلال الستينات وأوائل السبعينات، نشأت فكرة الاستهلاك الجديدة هذه لضرورة حماية البيئة وصحة الناس من الآثار الناجمة عن الملوثات الصناعية وعن النمو المستمر للاقتصاد والسكان. في الثمانينات بدأت أول العلامات التجارية الأمريكية ' الخضراء ' للظهور لتنفجر في السوق الأمريكية آنذاك. وخلال التسعينات، شهدت المنتجات الخضراء نموا متواضعا بطيئا، وظلت ظاهرة مخصصة .
بدأ الاهتمام الأمريكي بالمنتجات الخضراء في الزيادة مرة أخرى في أوائل عام 2000 بسرعة أكبر, وعلى الرغم من الركود الأخير ، فقد استمر في النمو.

## الأصل والتطوير
تعود أصول ضرورة التصرف بطريقة صديقة للبيئة إلى ستينيات وسبعينيات القرن العشرين. بدأت الدول الغربية بعد أزمة النفط عام 1973 على وجه الخصوص بالتفكير في استخدام الطاقة المتجددة كبديل للوقود الأحفوري. يعتبر الاستهلاك الأخضر في الوقت الحاضر نقطة أساسية للإصلاح البيئي، كما تكفله المنظمات فوق الوطنية مثل الاتحاد الأوروبي.
يجادل بعض علماء الاجتماع بأن الناس بدأت تشعر بعد العولمة المتزايدة، بترابط أقوى مع الآخرين والبيئة، مما أدى إلى زيادة الوعي بالمشاكل البيئية العالمية، خاصة في الدول الغربية. تشمل المنتديات الرئيسية التي نوقشت فيها القضية، وقُدمت فيها مبادئ توجيهية لتوجيه الحكومات الوطنية: مؤتمر الأمم المتحدة حول البيئة البشرية في ستوكهولم عام 1972، واستراتيجية الاتحاد الدولي لحفظ الطبيعة العالمية لعام 1980، وتقرير لجنة برونتلاند (اللجنة العالمية المعنية بالبيئة والتنمية) لعام 1983 و1987، وخطة إيطاليا الوطنية للتنمية المستدامة لعام 1993 (آلبورغ 1994)، والمؤتمر الأوروبي الأول للمدن المستدامة (لشبونة 1996)، والمؤتمر الأوروبي الثاني للمدن المستدامة (هانوفر 2000)، والمؤتمر الثالث للمدن المستدامة (الاتحاد الأوروبي في عام 2001)، وخطة العمل البيئية السادسة 2002/2010 (آلبورغ +10)، والتزامات آلبورغ 2004.

## سلوك المستهلك الأخضر
يمكننا تحديد سلوك المستهلك الأخضر من خلال الخصائص التالية:
- «الاختيارات الشرائية، وطريقة استخدام المنتج وما بعد استخدامه، والتدبير المنزلي، والسلوكيات الجماعية ونشاط المستهلك، مما يعكس درجة معينة من الدوافع البيئية».[5]
- «شراء المنتجات ذات التأثيرات الأقل على البيئية واستخدامها، مثل المنتجات القابلة للتحلل البيولوجي، والتعبئة المعاد تدويرها أو المُقلل منها، والاستخدام المنخفض للطاقة».
- استخدام المنتج العضوي، المصنوع بالطرق التي توفر الطاقة، ومن خلال عملية إعادة التدوير، إذ يعدّ المستهلك الأخضر في الواقع «الشخص الذي يشتري المنتجات والخدمات التي يُعتقد أن لها تأثير إيجابي (أو أقل سلبية) على البيئة [...]».[6]

لا يصعب إيجاد سلوك أخضر للمستهلك عندما يتصرف الفرد بشكل أخلاقي، غير مدفوع باحتياجاته الشخصية فقط، ولكن من خلال احترام رفاهية المجتمع بأكمله والحفاظ عليها أيضًا، لأن المستهلك الأخضر يأخذ في الاعتبار العواقب البيئية (التكاليف والفوائد) من استهلاكه الخاص.
يُتوقع أن يكون المستهلكون الخُضر أكثر وعياً في استخدامهم للأصول، كاستخدام سلعهم دون إهدار الموارد. أظهر استطلاع يوروبارومتر لسلوك المستهلكين (2013) أن المستهلكين لا يدركون تمامًا أهمية تبني مجموعة السلوكيات الجديدة الأكثر صداقة مع البيئة. من الممكن أن نجد في هذا التقرير أنه رغم النسبة العالية جدًا من المواطنين الذين يشترون المنتجات الخضراء (80%)، يُصنّف نصفهم على أنهم يقومون بذلك دون دراية (54%)، والربع فقط مشترون منتظمون للمنتجات الخضراء (26%).
تشير هذه الحقيقة إلى أن معظم الناس لا يتصرفون مثل المستهلك الأخضر بشكل دائم، وقد يعود ذلك إلى الكثير من القيود الاجتماعية والاقتصادية، مثل حقيقة أن المنتجات الخضراء أغلى بكثير من المنتجات غير الخضراء، وصعوبة العثور على سلع عضوية وبيولوجية لكل فئة، ولأن تجار التجزئة الخُضر غير منتشرين على نطاق واسع.
وجد بعض الباحثين أن القيم الشخصية محددات مؤثرة للاستهلاك، وأن السلوك الصديق للبيئة قد يكون بمثابة إشارة إلى بُعد الشخصية. يمكننا التمييز بين نوعين من المستهلكين، بالنظر إلى الأفق الزمني في اكتساب السلوك الأخضر:
1.    المستهلكون من نمط الوقاية، إذ يشعرون بواجب أخلاقي تجاه اتباع أسلوب حياة أكثر خُضرة.
2.    النمط الترويجي، الذي يركز بشكل أكبر على تطلعاتهم وأحلامهم، ولا يشعرون بالضغط كثيرًا لضبط سلوكهم بسرعة في سبيل أن يصبحوا أكثر صداقة للبيئة.
وجد بحث آخر تأثير للنوع الاجتماعي والهوية الاجتماعية على الاستهلاك الأخضر: «أبدت الإناث مستويات أعلى من الاستهلاك المستدام مقارنة بالمشاركين الذكور، ولكن عندما تعلق الأمر بإبراز الهوية الاجتماعية، زاد الذكور نواياهم بالاستهلاك المستدام إلى نفس مستوى الإناث». حدد البحث نوعين من الأشخاص:
1.    الذين لديهم قيم السمو بالذات، كالنساء، إذ يبدين استعدادًا أكبر للانخراط في الاستهلاك المستدام.
2.    الذين لديهم قيم التعزيز الذاتي، كالرجال، الأقل اهتمامًا بالسلوك الأخضر.
يعدّ الاستهلاك المستدام بالنسبة للرجال، وسيلة لتعزيز صورتهم الاجتماعية، وإظهار للآخرين أنهم يهتمون بالبيئة، على عكس النساء اللاتي يعتبرنه أمرًا مهمًا في جوهره. وُجد أن غالبية المستهلكين الخُضر كانوا من الإناث بشكل رئيسي، وتتراوح أعمارهن بين 30 و44 عامًا، وكُنّ متعلمات بشكل جيد، وفي أسرة ذات دخل سنوي مرتفع.